# 第24集団軍
第24集団軍（第24集团军）とは、中国人民解放軍陸軍の軍級部隊。乙類集団軍。北京軍区に所属する。

## 歴史
第24集団軍の起源は、江南で陳毅等が指揮した遊撃隊であり、日中戦争勃発後、新四軍第6師に改編された。部隊は、南京、上海地域で汪兆銘、国民党政権と戦った。
国共内戦中、華東野戦軍第6縦隊に改編され、王必成将軍が司令に任命された。第6縦隊は、七戦七捷戦闘、孟良崮戦役で活躍し、特に国民党の精鋭部隊第74師を撃滅した。後に淮海、渡江戦役に参加した。
朝鮮戦争時、皮定均将軍が軍長兼政治委員を務め、戦争後期、張震と交代した。